# Museum Berlin-Karlshorst

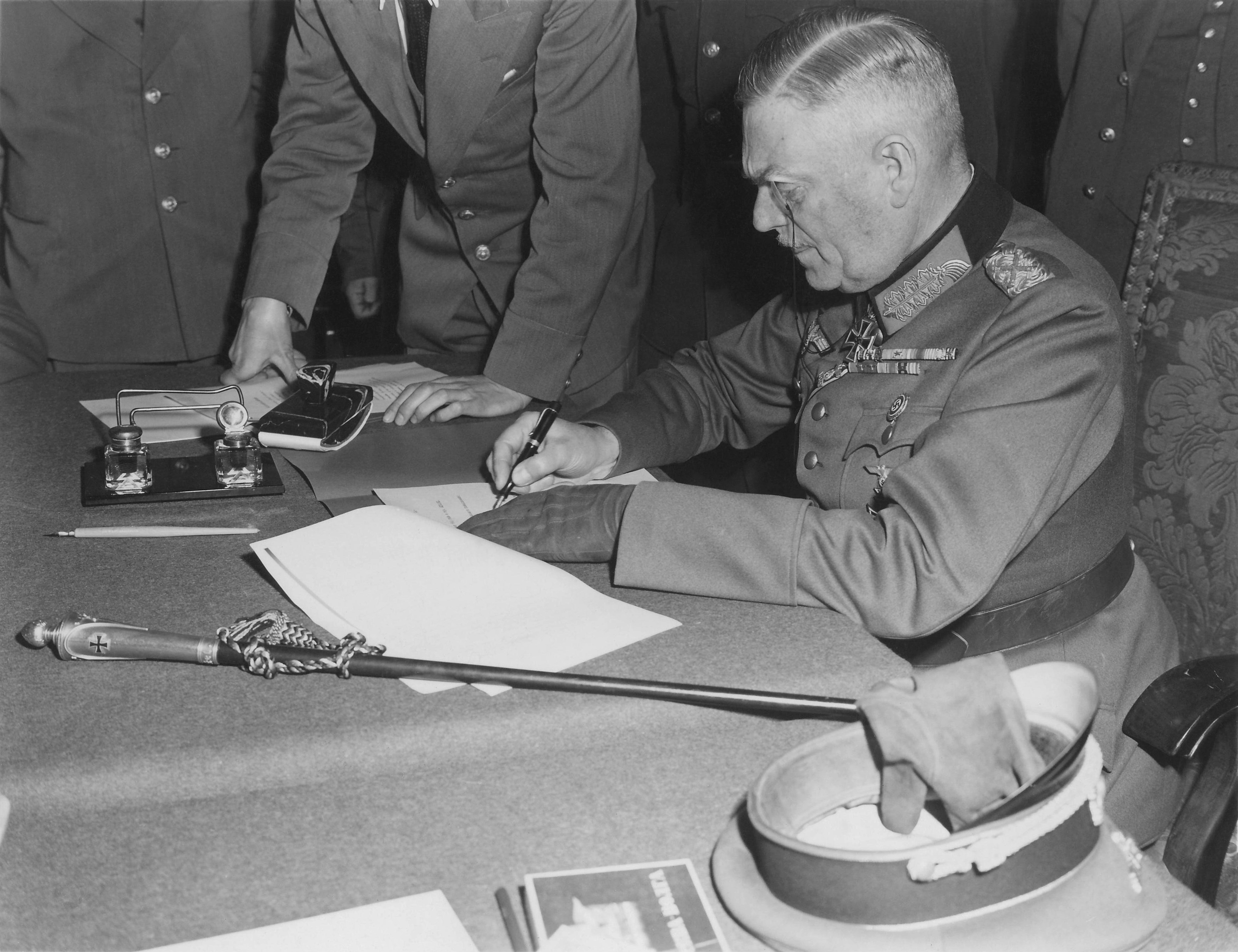
Wilhelm Keitel ratificerar Tysklands villkorslösa kapitulation i Berlin-Karlshorst den 8 maj 1945.

Museum Berlin-Karlshorst är ett museum i Karlshorst i Berlin som skildrar den gemensamma tysk-ryska historien under 1900-talet. 
Museet är inrymt i den byggnad där OKW-chefen Wilhelm Keitel skrev under den tyska kapitulationen i andra världskriget 1945. Salen där Keitel skrev under kapitulationen är kvar i samma skick som 1945 och är öppen för besökare. Fram till 1990-talet låg fokus på den sovjetiska segern över Nazityskland i andra världskriget men idag har utställningen byggts ut och berättar även om relationerna mellan länderna före och efter andra världskriget. 

## Kommunikationer
Till Museum Berlin-Karlshorst tar man sig med tunnelbanan (U-Bahn) linje U5 mot Hönow till stationen Tierpark. Från Tierpark tar man buss den sista sträckan till museet. Man kan även åka S-Bahn till stationen Karlshorst. Även därifrån går bussar som stannar vid museet.